# Nazionale maschile under 21 di calcio della Turchia
La nazionale di calcio della Turchia Under-21 è la rappresentativa calcistica Under-21 della Turchia ed è sotto il coordinamento della Federazione calcistica della Turchia. Partecipa al Campionato europeo di categoria, che si tiene ogni due anni.

## Partecipazioni ai tornei internazionali

### Europeo U-21
- 1978: Non qualificata
- 1980: Non qualificata
- 1982: Non qualificata
- 1984: Non qualificata
- 1986: Non qualificata
- 1988: Non qualificata
- 1990: Non qualificata
- 1992: Non qualificata
- 1994: Non qualificata
- 1996: Non qualificata
- 1998: Non qualificata.
- 2000: Primo turno
- 2002: Non qualificata
- 2004: Non qualificata
- 2006: Non qualificata
- 2007: Non qualificata
- 2009: Non qualificata
- 2011: Non qualificata
- 2013: Non qualificata
- 2015: Non qualificata
- 2017: Non qualificata
- 2019: Non qualificata
- 2021: Non qualificata

## Tutte le rose

### Europei
Campionato d'Europa Under-21 UEFA 20001 Aktaş, 2 Güneş, 3 Güldüren, 4 Öztürk, 5 Özbey, 6 Yasin, 7 Nihat, 8 Dökme, 9 Dursun, 10 Baştürk, 11 Albayrak, 12 Küçük, 13 B. Akın, 14 Köprülü, 15 Uysal, 16 Öztonga, 17 Nas, 18 Orhan, 19 Yılmaz, 20 S. Akın, CT: Çetiner